# Goed voor een glimlach
Goed voor een glimlach is het vijfde studioalbum van Herman van Veen, verschenen in 1971. De titel is gelijk aan een theaterprogramma van Van Veen destijds. Het album werd ten doop gehouden in het Singer Museum in Laren (Noord-Holland). Van Veen zong een aantal liedjes van deze elpee tijdens een internationale tournee, die hem tot in Montreal en Toronto (voor de daar gevestigde ex-Nederlanders), Suriname en de Nederlandse Antillen bracht. Het album werd goed ontvangen binnen de Nederlandse pers, ook al was er ook kritiek; het was meer van hetzelfde.

## Nummers
| Nr. | Titel            | Schrijver(s)                   | Duur |
| --- | ---------------- | ------------------------------ | ---- |
| 1.  | Hallo            | Hans van Baaren                | 0:53 |
| 2.  | Helden           | Chris Pilgram, Rob Chrispijn   | 3:21 |
| 3.  | Ik kan je dromen | Herman van Veen, Rob Chrispijn | 5:27 |
| 4.  | Enkel & alleen   | Herman van Veen, Rob Chrispijn | 4:38 |
| 5.  | Struikelaar      | Herman van Veen                | 1:37 |
| 6.  | Na het journaal  | Herman van Veen, Rob Chrispijn | 1:08 |

| 7.                 | Goed voor een glimlach   | Herman van Veen, Rob Chrispijn      | 5:07 |
| 8.                 | In de jaren 60           | Chris Pilgram, Rob Chrispijn        | 2:31 |
| 9.                 | Probeer je te herinneren | Herman van Veen, Rob Chrispijn      | 3:02 |
| 10.                | Alles wat ik heb         | Laurens van Rooyen, Herman van Veen | 2:05 |
| 11.                | Te gek                   | Max van Tuyl, Herman van Veen       | 4:32 |
| 12.                | Hemel                    | Dingeman Vochteloo, Herman van Veen | 2:32 |
| 13.                | Al was het               | Erik van der Wurff, Herman van Veen | 2:32 |
| 14.                | Dat tedere gevoel        | Riwka Bruining, Herman van Veen     | 2:49 |
| 15.                | Dag                      | Hans van Baaren                     | 0:44 |
| Totale duur: 43:40 |                          |                                     |      |

## Muzikanten
De credits op de oorspronkelijke langspeelplaat vermeldden:
- Hans van Baaren - piano
- Gert Balke - gitaar
- Tonnie Koning - drums [slagwerk]
- Laurens van Rooyen - piano
- Harry Sacksioni - gitaar, twaalfsnarige gitaar
- Herman van Veen - viool, twaalfsnarige gitaar
- Jan van der Voort - gitaar, basgitaar, elektrische gitaar
- Erik van der Wurff - basgitaar, orgel, piano